# Kiste
 For alternative betydninger, se Kiste (flertydig).
En kiste (fra latin cista fra græsk kiste) er en kasse med aftageligt eller hængslet låg, oftest lavet af træ. En kiste bliver primært brugt til opbevaring, normalt af personlige ejendele. Det indvendige rum kan opdeles i rum eller sektioner for at organisere indholdet mere effektivt.

## Historisk
Det gamle Egypten skabte de første kendte kister ved hjælp af træ eller vævede siv omkring 3000 f.Kr.
De tidlige anvendelser af en antik kiste eller skrin omfattede opbevaring af fint tekstil, våben, fødevarer og værdifulde genstande.
I middelalderen og den tidlige renæssance i Europa blev lave kister ofte brugt som bænke, mens højere kister blev brugt som sideborde. Ved at placere en kiste på siden på enhver form for groft bord, kunne den indre overflade af låget bruges som en ordentlig skriveflade, mens det indre kunne rumme skriveredskaber og relaterede materialer, som det var tilfældet med Bargueño-skrivebordet i Spanien. Mange tidlige bærbare skriveborde var stablede kister, hvor det øverste havde låget på siden, der fungerede som skriveflade, når det åbnedes.[kilde mangler]
Mange europæiske kister brugte standardjernbåndet over låget og kistens krop til at lukke eller låse den. Der var et par forskellige stilarter af kister, såsom firkantede kasser eller kister med kuppelformet låg, som var så forskellige, at der ikke var nogen effektiv måde at kategorisere dem på. Lågformen på kuplede kister, som dem fra det 15. til 16. århundrede, ville have ledt vand af og afskrækket deres brug som sæder og dermed bidraget til længere overlevelse.[kilde mangler]